# اولگا زابلینسکایا
اولگا زابلینسکایا (روسی: Ольга Серге́евна Забелинская؛ زادهٔ ۱۰ مهٔ ۱۹۸۰) یک دوچرخه‌سوار اهل روسیه است. وی دارنده نقره بازی‌های المپیک تابستانی ۲۰۱۶ است.